# Willem Baudart

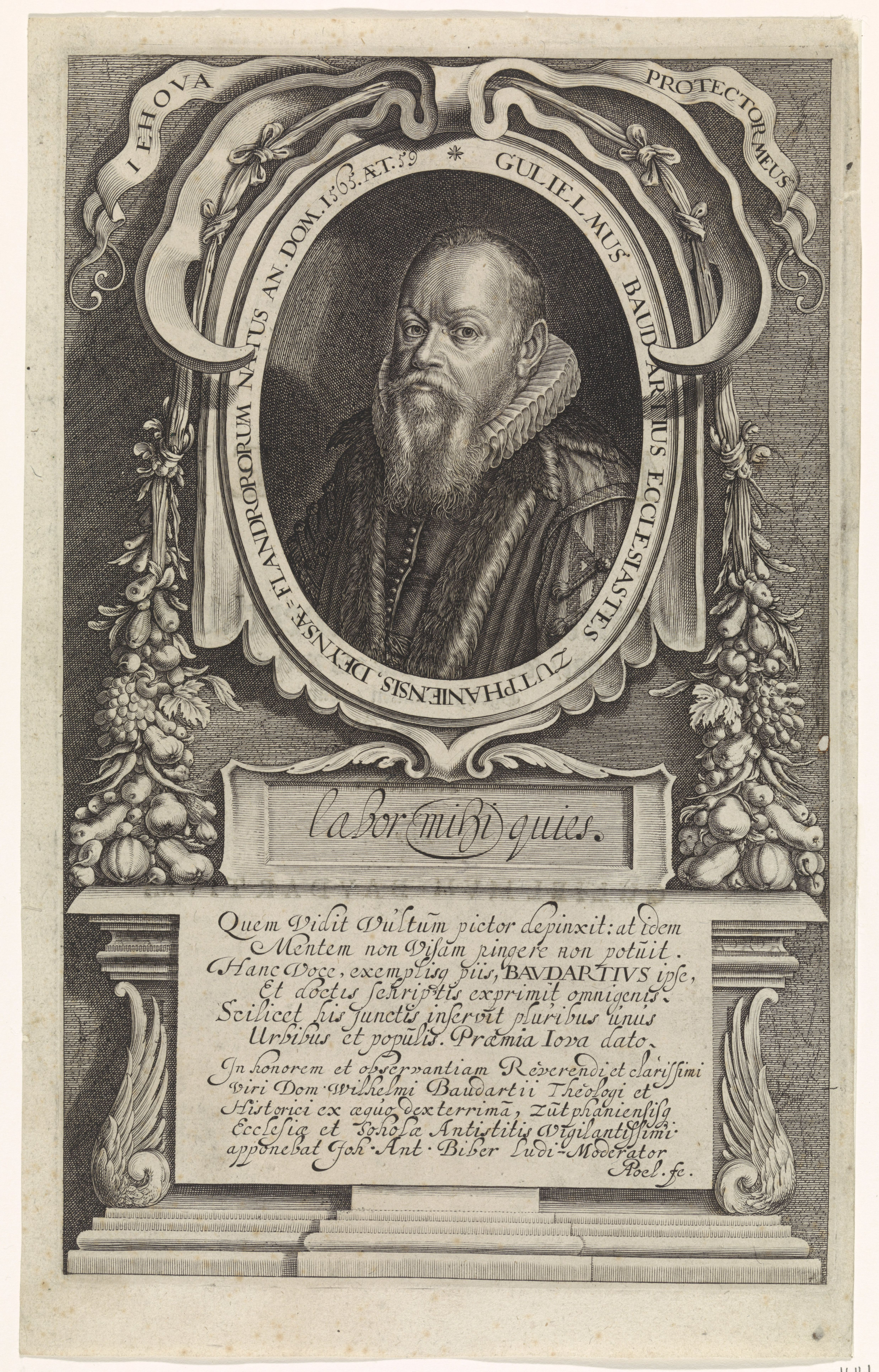
Retrato de Willem Baudartius a sus 59 años (1624), grabado de Albert Poel

Willem Baudart o Wilhelmus Baudartius (Deinze, 13 de febrero de 1565-Zutphen, 15 de diciembre de 1640) fue un teólogo y presbítero calvinista, traductor, escritor político e historiador de los sucesos ocurridos contemporáneamente en los Países Bajos. Nacido en Deinze, en el Condado de Flandes, su familia por motivos religiosos se trasladó a Sandwich en Inglaterra, donde Baudart inició sus estudios teológicos y lingüísticos antes de establecerse definitivamente en los Países Bajos del norte en 1593.
Tras la pacificación de Gante, en 1576, muerto su padre, Baudart retornó con su madre a Flandes, estableciéndose en la propia Gante donde prosiguió los estudios de latín y griego que había iniciado en Inglaterra. Al entrar en Gante Alejandro Farnesio, gobernador de los Países Bajos en nombre de Felipe II, Baudart marchó a Leiden; dio clases en Franeker y Sneek hasta reunir suficiente dinero para completar sus estudios de teología en la Universidad de Heidelberg. De vuelta en los Países Bajos, desempeñó el ministerio sacerdotal en Kampen, Lisse y Zuthpen. El sínodo de Dordrecht (1618-1619) le designó junto con Johannes Bogermann y Gerson Bucerus para realizar la primera traducción oficial al holandés del Antiguo Testamento, la llamada Statenbijbel, que saldría editada en 1637 tras su aprobación por los Estados Generales. El trabajo de traducción le obligó a trasladarse a Leiden, hasta que, completada la publicación, regresó a su antigua plaza en Zutphen, donde falleció en 1640.
En la polémica de los remonstrantes, seguidores de las enseñanzas de Jacobo Arminio acerca de la doctrina de la predestinación, sostuvo las tesis estrictamente calvinistas defendidas por los gomaristas o contrarremonstrantes.

## Obras

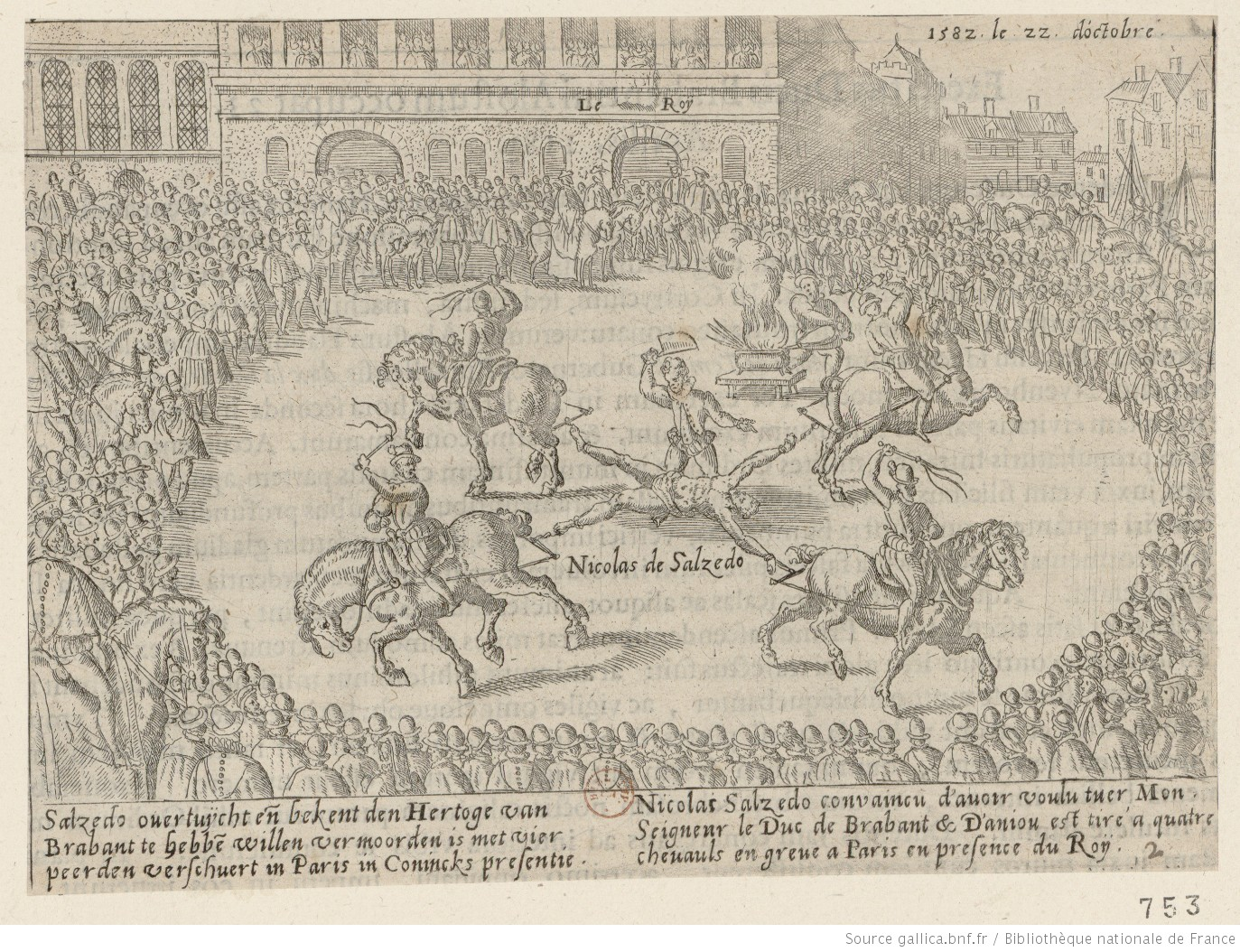
Suplicio de Nicolás de Salcedo el 22 de octubre de 1582 en la place de Grève de París en presencia del rey Enrique III, ilustración de Guillaume Baudart, Les guerres de Nassau, vol. I, 1616. Baudart justificaba la crueldad de la pena impuesta pues con ella «el suplicio alcanza a uno, el miedo a muchos y el ejemplo a todos».

Además de su contribución a la traducción del Antiguo Testamento, y entre otras obras menores, Baudart compiló una colección de adagios cristianos, Apophthegmata Christiana, ofte gedenck-weerdige, leerzame en aerdige spreucken (Apotegmas cristianos, o proverbios memorables, instructivos y llenos de gracia) editados por primera vez en 1605 y en segunda edición ampliada en 1620, en los que mezclaba prosa y verso, y un panfleto contra la tregua de los doce años con el título Morghen-Wecker der vrye Nederlantsche provintien, o «breve relación de las atrocidades cometidas por los españoles», editado en 1610 con un lema, tomado del Libro del Eclesiástico, 12,10: «No confíes jamás en tu enemigo, porque su maldad lo mismo que el cobre, oxida», libro muy leído y difundido, incluso convertido en libro escolar.
También reunió una colección de estampas de los sucesos contemporáneos con sus comentarios, editadas en neerlandés, Ámsterdam, 1616, con el título: Afbeeldinge ende beschryvinghe van alle de veldslagen, belegeringen ende and're notabele geschiedenissen ghevallen in de Nederlanden (Imágenes y descripciones de todas las batallas, asedios y otras historias notables que ocurrieron en los Países Bajos). La obra, también conocida como De Nassausche Oorloghen y aún apreciada por sus estampas, apareció el mismo año en versión francesa y poco más tarde en latín: 
- Les Guerres De Nassau. Descriptes par Guillaume Baudart de Deinse en Flandre. Pourtraits en taille douce, et Descriptions des Sieges, Batailles, rencontres & autres choses advenues durant les guerres des Pays bas..., Ámsterdam, Chez Michel Colin, 1616.
- Second Tome Du Livre Intitule Les Guerres De Nassau auquel sont descriptez et representes en taille douce les exploicts militaires plus memorables, advenues aux Pais Bas, despuis le trespas de seu Monseigneur le Prince d'Orange de glorieuse memoire, jusques a la fin de l'an 1614, Ámsterdam, Chez Michel Colin, 1616.

Baudart, con todo, es principalmente conocido como historiador de la tregua de los doce años por sus memorias, Memorien ofte kort verhael der ghedenckweerdighste geschiedenissen van Nederlandt ende Vranckerijck principalijck, alsoock van Hooghduytschland, Groot Britanien, Hispanien, Italien, Hungarien, Bohemen, Savoyen, Sevenbergen ende Turkyen, van den jare 1612 (daer het Em. van Meteren ghelaten heeft) tot het begin des jaers 1620, Arnhem, 1620, obra sumamente parcial y de estilo descuidado, pero de mucho valor por los numerosos documentos oficiales que recopila y que ocupan alrededor de un tercio de sus páginas, muchos de ellos inencontrables en otro lugar.